# ميخائيل ديفر
ميخائيل ديفر (بالإنجليزية: Michael Dever)‏ هو كاتب أمريكي، ولد في 20 مايو 1957 في كليفلاند في الولايات المتحدة.